# Caradrina buddenbrocki
Caradrina buddenbrocki är en fjärilsart som beskrevs av Gross 1956. Caradrina buddenbrocki ingår i släktet Caradrina och familjen nattflyn. Inga underarter finns listade i Catalogue of Life.